# Karl Pieper
Karl Franz Johannes Pieper (* 10. Juni 1886 in Schwedt an der Oder; † 22. Januar 1951 in München?) war ein deutscher Zahnarzt und hoher Funktionär im Nationalsozialismus.

## Leben
Karl Pieper studierte von 1906 bis 1909 Zahnheilkunde an der Ludwig-Maximilians-Universität München. Nach einer Assistenzzeit arbeitete er von 1911 bis 1929 als Oberarzt, wo er auch den neu gegründeten Bereich der zahnärztlichen Orthopädie leitete. 1921 promovierte Pieper zum Dr. med. dent. Mehrere Versuche Piepers zu habilitieren scheiterten, insbesondere weil er neben seiner Dissertation keine weiteren wissenschaftliche Publikationen vorzuweisen hatte. Auch seine Aktivitäten im Rahmen der NSDAP ließen ihn in weiten Kreisen der Fakultät als unakzeptabel erscheinen. Erst 1929 wurde Pieper Titularprofessor, worauf er sich in freier Praxis niederließ. Nach der Machtergreifung durch die Nationalsozialisten wurde er 1934 in München zum a. o. Professor (Extraordinarius) und Vorstand der orthodontischen Abteilung ernannt. 1937 erhielt Pieper eine von Adolf Hitler persönlich unterzeichnete Ernennungsurkunde zum ordentlichen Professor. Eine „politische“ Berufung ersetzte wissenschaftliche Leistungen. 1938 wurde er zusätzlich Vorsteher der konservierenden Abteilung der Universitätszahnklinik München.

## Laufbahn in der Zeit des Nationalsozialismus
Pieper trat bereits 1922 der NSDAP bei und nahm im Folgejahr als Mitglied des Freikorps Epp und des Deutschen Kampfbunds, München am „Hitlerputsch“ teil. Zum 2. April 1925 trat er der neugegründeten NSDAP bei (Mitgliedsnummer 453). 1933 erhielt er sowohl den sogenannten Blutorden (Nr. 262) als auch das Goldene Parteiabzeichen der NSDAP. Er bekleidete folgende Ämter:
- Verbindungsmann des Reichsverbands der Zahnärzte Deutschlands zur NSDAP
- 1934 Mitglied des vierköpfigen „Kleinen Führerrats“, der Ernst Stuck, dem nationalsozialistischen „Reichszahnärzteführer“, zu Beratungszwecken „zur Seite gegeben“ worden war.
- Hochschulreferent für Zahnheilkunde im Stab Stellvertreter des Führers,
- Reichsamtsleiter der NSDAP[5]
- 1933 Mitglied der SA
- 1933 Ernennung zum „Verbindungsmann und politischen Vertrauensmann der Zahnärzteschaft zum Nationalsozialistischen Deutschen Ärztebund und zur NSDAP“ durch den „Reichsärzteführer“ Gerhard Wagner[6]
- 1935 SA-Sanitätsobersturmführer[7]
- Ab 1936 Referent für Zahnmedizin im Nationalsozialistischen Deutschen Dozentenbund
- Ab 1938 Sachbearbeiter Zahnmedizin in der Reichsleitung des Nationalsozialistischen Deutschen Ärztebund
- 1939 Ehrenzeichen des Deutschen Roten Kreuzes erster Klasse
- 1944 Wissenschaftlicher Beirat des Bevollmächtigten für das Gesundheitswesen Karl Brandt

Die Aufgabe der „Reichsdozentenführer“ bestand in der „Säuberung“ der Hochschulen, nationalsozialistisch-politischen Einfluss auf die Berufungspolitik in der Zahnheilkunde zu nehmen und darin, die Karrieren „nichtgenehmer“ zahnärztlicher Hochschullehrer zu hintertreiben, wie beispielsweise die von Gustav Korkhaus, einem Schüler von Alfred Kantorowicz.
Im Mai 1945 wurde Karl Pieper von amerikanischen Truppen verhaftet. Am 15. April 1946 wurde Pieper auf Weisung der Militärregierung seines Amtes als ordentlicher Professor enthoben. Im Juni 1947 wurde er nach einem Herzinfarkt wegen Haftunfähigkeit aus dem Internierungslager Moosburg entlassen. Es folgte ein Entnazifizierungsverfahren, in dem er am 17. März 1949 als „Mitläufer“ (Gruppe IV) eingestuft und damit weitgehend „rehabilitiert“ wurde. Der Fall Pieper zeigt beispielhaft, dass sich die Spruchgerichte mit den Jahren immer mehr zu „Mitläuferfabriken“ wandelten, in denen sich die Aktivisten des Dritten Reichs gegenseitig sogenannte Persilscheine ausstellten. Pieper starb am 22. Januar 1951 an den Folgen eines Schlaganfalls.

## Veröffentlichungen
- Karl Pieper: Über einen Fall von ausgedehntem Schleimhautverlust der Mundhöhle infolge Kieferschusses, Dissertation. Medizinische Fakultät, Universität Freiburg im Breisgau (1921)